# خونریزی زیر عنکبوتیه
خونریزی زیر عنکبوتیه یا خونریزی ساب آراکنوئید (به انگلیسی: Subarachnoid hemorrhage) (به اختصار: SAH) نوعی خونریزی مغزی در فضای زیر عنکبوتیه، ناحیهٔ بین غشای عنکبوتیه و نرم‌شامه اطراف مغز، است که معمولاً به علت آسیب‌های مغزی ایجاد می‌شود. در مواردی می‌تواند علت آن، پارگی آنوریسم‌های مغزی یا اختلالات مادرزادی وریدی-شریانی در مغز باشد. علائم بیماری شامل سردرد شدید با شروع سریع، استفراغ، کاهش سطح هوشیاری، تب، گاهی تشنج و سفتی گردن یا گردن درد است. در حدود یک چهارم افراد خونریزی کوچکی با علائم برطرف شده در عرض یک ماه پس از خونریزی بزرگتر رخ می‌دهد. افزایش فشار خون، وضعیت‌های افزایش دهنده استروژن، مصرف مواد مخدر، سابقه خانوادگی، اعتیاد به الکل و سیگار کشیدن می‌تواند از فاکتورهای خطر این نوع خون‌ریزی باشد.
وقوع خونریزی را می‌توان با استفاده از سی‌تی اسکن سر در صورتی که ظرف شش ساعت پس از شروع علائم انجام شود، تعیین کرد. گاهی اوقات، پونکسیون کمری (استخراج مایع نخاع از کمر) نیز لازم است. پس از تأیید، معمولاً آزمایش‌های بیشتری برای تعیین علت زمینه‌ای انجام می‌شود.
درمان عموماً جراحی سریع مغز و اعصاب یا کوئیلینگ اندوواسکولار است. داروهایی نیز مانند لابتالول گاهی برای کاهش فشار خون تا زمانی که ترمیم انجام شود و نیمودیپین، یک مسدود کننده کانال کلسیمی، برای جلوگیری از اسپاسم عروق مورد استفاده قرار می‌گیرد. تلاش برای درمان تب نیز توصیه می‌شود. استفاده روتین از داروها برای جلوگیری از تشنجِ بیشتر، همچنان نیاز به بررسی بیشتر دارد. تقریباً نیمی از افراد مبتلا به SAH به دلیل آنوریسم زمینه‌ای در عرض ۳۰ روز می‌میرند، حدود یک سوم افرادی که زنده می‌مانند مشکلات مداوم دارند و بین ده تا پانزده درصد قبل از رسیدن به بیمارستان جان خود را از دست می‌دهند.
خونریزی زیر عنکبوتیه به‌طور خود به خود در حدود یک نفر در هر ۱۰۰۰۰ نفر در سال رخ می‌دهد و زنان بیشتر از مردان به این نوع خونریزی مبتلا می‌شوند. در حالی که معمولاً SAH با افزایش سن شایع‌تر می‌شود، حدود ۵۰ درصد موارد، افرادِ زیر ۵۵ هستند. خونریزی ساب آراکنوئید نوعی سکته به‌شمار می‌آید و حدود ۵ درصد از سکته‌های مغزی را شامل می‌شود. جراحی برای آنوریسم در دهه ۱۹۳۰ معرفی شد و از دهه ۱۹۹۰، بسیاری از آنوریسم‌ها با روشی کمتر تهاجمی به نام کوئیلینگ اندوواسکولار یا پیچش اندوواسکولار، که از طریق یک رگ خونی بزرگ صورت می‌گیرد، درمان می‌شوند.

## علائم و نشانه‌ها
علامت معمول خونریزی زیر عنکبوتیه، سردرد ناگهانی است (سردردی که به عناوین «لگد زننده سر» یا «بدترین سردرد تجربه شده» توصیف می‌شود، که در عرض چند ثانیه تا چند دقیقه ایجاد شده‌است). این نوع سردرد اغلب در سمت اکسیپوت (پشت سر) حس می‌شود. حدود یک سوم افراد به غیر از سردرد، هیچ علامت و مشخصه خاصی ندارند و از هر ده نفری که با این علامت به دنبال مراقبت‌های پزشکی هستند، یک نفر با خونریزی زیر عنکبوتیه تشخیص داده می‌شود. در برخی از افراد استفراغ و در یک مورد، از هر ۱۴ مورد تشنج وجود دارد. تهوع، گیجی، فوتوفوبیا، علائم فوکال عصبی، کاهش سطح هوشیاری یا کما، همچنین سفتی گردن و مننژیسم از دیگر علائم SAH هستند.
سفتی گردن معمولاً شش ساعت پس از شروع اولیه خونریزی زیر عنکبوتیه ظاهر می‌شود. اتساع مجزای مردمک و از دست رفتن رفلکس نور مردمک ممکن است منعکس کننده فتق مغزی حاصل از افزایش فشار داخل جمجمه باشد. خونریزی داخل چشمی (خونریزی داخل مردمک چشم) می‌تواند در پاسخ به افزایش فشار رخ دهد و خونریزی ساب هیالوئید (خونریزی زیر غشای هیالوئید، که اطراف زجاجیه چشم را در بر می‌گیرد) و خونریزی زجاجیه در فوندوسکوپی قابل مشاهده هستند. این اتفاق به عنوان سندرم ترسون شناخته می‌شود (در ۳ تا ۱۳ درصد موارد رخ می‌دهد) و در خونریزی‌های شدیدتر شایع تر است.

## علت
بیشتر موارد SAH به دلیل آسیب فیزیکی مانند ضربه به سر به وجود می‌آید. خونریزی زیر عنکلوتیه تروماتیک معمولاً در نزدیکی محل شکستگی جمجمه یا کوفتگی داخل مغزی رخ می‌دهد و اغلب در شرایط مختلف آسیب‌های مغزی اتفاق می‌افتد. در این موارد پیش آگهی اهمیت بالاتری دارد و مشخص نیست که این نشانه دهنده SAH بوده یا اینکه، وجود خونریزی در زیر عنکبوتیه، صرفاً نشانه‌ای از آسیب شدیدتر دیگری به سر است.
در ۸۵ درصد موارد وقوع خودبه‌خودی، علت آنوریسم مغزی است (ضعف در جداره یکی از سرخرگ‌های مغزی که به مرور زمان گستر ش می‌یابد). این آنوریسم‌ها اغلب در دایره ویلیس و شاخه‌ها مرتبط با آن صورت می‌گیرند. در حالی که بیشتر موارد SAH به دلیل خونریزی از آنوریسم‌های کوچک ایجاد می‌شود، اما آنوریسم‌های بزرگتر (که کمتر رایج هستند) احتمال پارگی و اختلال بیشتری دارند. به نظر می‌رسد آسپرین نیز یکی از افزایش دهنده‌های خطر وقوع پارگی آنوریسمی مغز باشد.
در ۱۵ تا ۲۰ درصد موارد SAH خودبخودی، هیچ آنوریسمی در اولین آنژیوگرافی تشخیص داده نمی‌شود. حدود نیمی از این موارد خونریزی غیر آنوریسمی پریمزسفالیک در نظر گرفته می‌شود که در آن خون به فضاهای زیر عنکبوتیه اطراف مغز میانی (یعنی مزانسفالون) محدود می‌شود. در این نوع خون ریزی‌های غیر آنوریسمی منشأ خون نامشخص است. دیگر علل هایِ وجود خونریزی زیر عنکبوتیه شامل سایر اختلالات مؤثر بر عروق خونی (مانند ناهنجاری‌های شریانی-وریدی مغز)، اختلالات عروق خونی در نخاع و خونریزی در تومورهای مختلف مغزی می‌شود.
سوء مصرف کوکائین و کم خونی داسی شکل (معمولاً در کودکان) و به ندرت درمان‌های ضد انعقادی، مشکلات مربوط به لخته شدن خون و آپوپلکسی هیپوفیز نیز می‌تواند منجر به SAH شوند. قطع سرخرگ مهره‌ای که معمولاً در اثر تروما به وجود می‌آید، اگر دیسکسیون بخشی از عروق داخل جمجمه را درگیر کند نیز می‌تواند منجر به خونریزی زیر عنکبوتیه شود.

## آسیب‌شناسی
وازواسپاسم مغزی یکی از عوارض ناشی از خونریزی زیر عنکبوتیه است و معمولاً در روز سوم پس از آنوریسم مغزی رخ می‌دهد و در روز پنجم تا هفتم به اوج خود می‌رسد. مکانیسم‌های مختلفی برای این عارضه پیشنهاد شده‌است. فرآورده‌های خونی آزاد شده در خونریزی زیر عنکبوتیه، مسیر تیروزین کیناز را تحریک می‌کند و باعث آزاد شدن یون‌های کلسیم داخل سلولی می‌شود؛ این اتفاق، انقباض ماهیچه‌های صاف سرخرگ‌های مغزی را به همراه دارد. اکسی هموگلوبین موجود در مایع مغزی نخاعی (CSF) با افزایش رادیکال‌های آزاد، اندوتلین-۱، پروستاگلاندین و کاهش سطح نیتریک  اکسید و پروستاسیکلین انقباض عروق را ایجاد می‌کند. تصور می‌شود علاوه بر موارد ذکر شده اختلالات سیستم عصبی خودمختار که عروق مغزی را عصب دهی می‌کند نیز اسپاسم عروقی را به وجود بیاورند.

## تشخیص

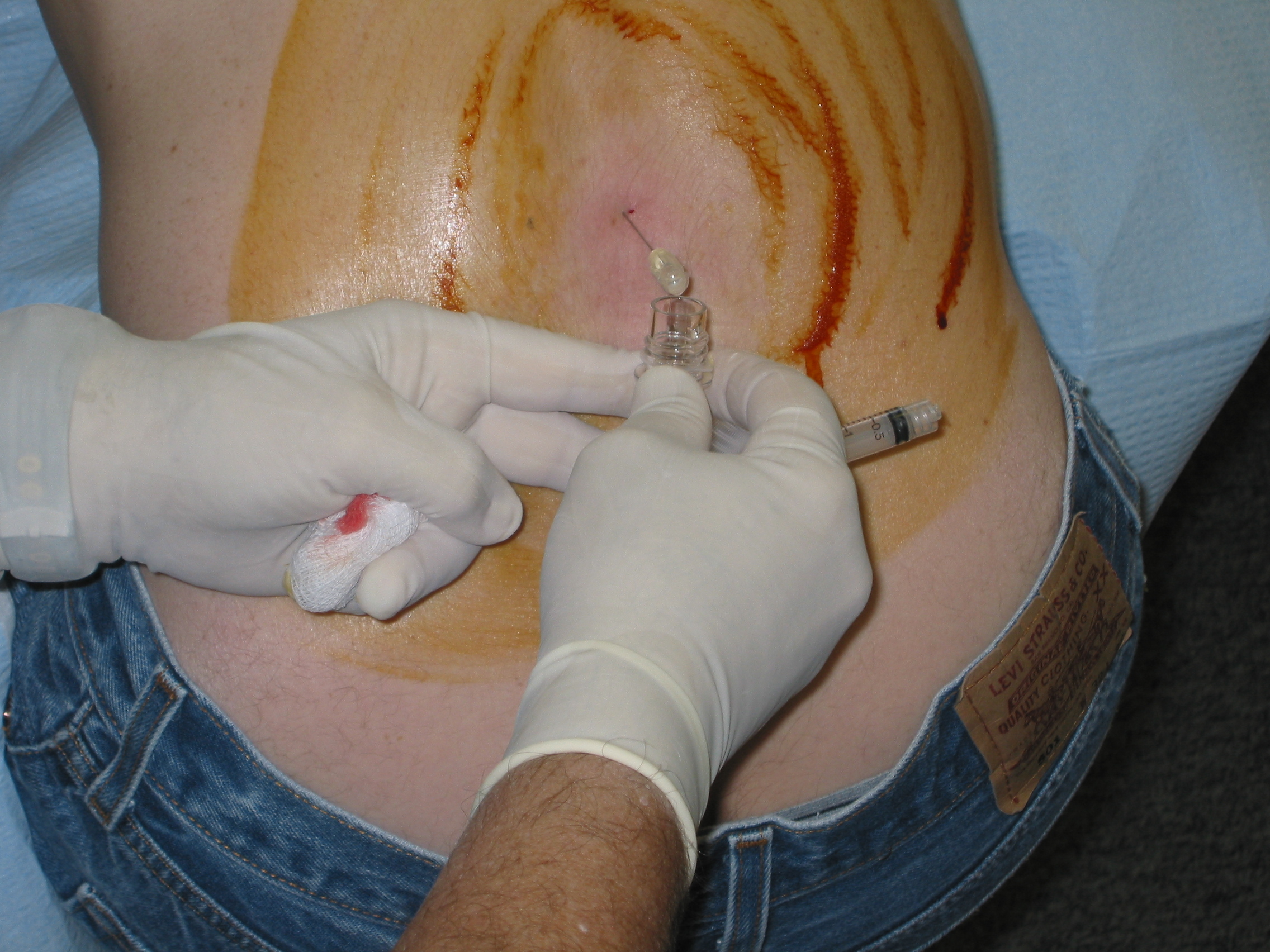
یک پونکسیون کمری در حال انجام که قسمت بزرگی در پشت با یک ماده ضد عفونی کننده مبتنی بر ید شسته شده و رنگ قهوه ای بر جای گذاشته‌است.

از آنجایی که تنها ۱۰ درصد از افرادی که با سردرد شدید ناگهانی در بخش اورژانس بستری می‌شوند، دچار خونریزی زیر عنکبوتیه هستند، معمولاً سایر تشخیص‌های افتراقی مانند مننژیت، میگرن، و ترومبوز سینوس وریدی مغزی به‌طور همزمان نیز مورد بررسی قرار می‌گیرند. خونریزی داخل مغزی، که در آن خونریزی در خود مغز رخ می‌دهد و دو برابر SAH شایع است، اغلب به اشتباه نسبت به خونریزی زیر عنکبوتیه تشخیص داده می‌شود. در برخی موارد ممکن است، SAH در ابتدا به‌عنوان سردرد میگرنی یا تنشی در نظر گرفته شود، این مسئله می‌تواند منجر به تأخیر درگرفتن سی‌تی اسکن شود. در مطالعه‌ای در سال ۲۰۰۴، این اتفاق در ۱۲ درصد از موارد رخ داد و در افرادی که خونریزی‌های کوچک‌تری داشتند و هیچ اختلالی در وضعیت روانی خود تجربه نمی‌کردند، بیشتر بود؛ همچنین تأخیر در تشخیص این عارضه، سبب تشدید علائم و کاهش احتمال بهبودی در بیماران می‌گردید. در برخی افراد، سردرد خود به خود برطرف می‌شود و علائم دیگری وجود ندارد. این نوع سردرد به عنوان «سردرد هشداردهنده» شناخته می‌شود، زیرا احتمال دارد ناشی از یک خونریزی کوچک (نشت هشدار) از یک آنوریسم باشد. سردرد هشداردهنده نیز خود نیاز به بررسی با سی تی اسکن و پونکسیون کمری دارد، زیرا ممکن است در حدود سه هفته، خونریزی بیشتری اتفاق بیفتد.
مراحل اولیه برای ارزیابی فردی که مشکوک به خونریزی زیر عنکبوتیه است، بررسی سابقه پزشکی و انجام معاینه فیزیکی است. تشخیص را نمی‌توان تنها بر اساس دلایل بالینی انجام داد و به‌طور کلی تصویربرداری پزشکی و احتمالاً پونکسیون کمری برای تأیید یا رد خونریزی مورد نیاز است.
تشخیص با استفاده از سی تی اسکن بدون استفاده از ماده کنتراست صورت می‌گیرد. در مواردی ممکن است از کشیدن آب نخاع (LP) برای تشخیص استفاده شود. همچنین از روش‌های تشخیص دیگر همچون ام‌آرآنژیو، سی‌تی‌آنژیو، می‌توان استفاده کرد. استاندار طلایی تشخیصی برای آنوریسم‌های مغزی آنژیوگرافی عروق مغزی است.

## درمان
این بیماران معمولاً در بخش مراقبت‌های ویژه (ICU) بستری می‌شوند. برای پیشگیری یا کنترل تشنج از داروهای ضد تشنج استفاده می‌شود. استفاده از نیمودیپین و داروهای مشابه هم برای پیشگیری از بروز وازواسپاسم توصیه می‌شود.

## عوارض
وازواسپاسم از عوارض این خون‌ریزی است که طی ۴–۱۴ روز پس از بروز خون‌ریزی ممکن است ایجاد شود، تشخیص کلینکال و همجنین با استفاده از سونوگرافی داپلر عروق مغزی صورت می‌گیرد.
عوارض دیگر این خون‌ریزی شامل هیدروسفالی، افت سدیم خون، دیابت بی‌مزه، آریتمی‌های قلبی می‌تواند باشد.